# Brasiliense Futebol Clube
El Brasiliense Futebol Clube es un club de fútbol brasileño, con sede en Taguatinga, Distrito Federal. Fue fundado en 2000 y actualmente juega en la Serie D.
A pesar de su corta existencia, en la primera década del siglo XXI alcanzó sus dos más grandes logros: fue finalista de la Copa de Brasil 2002, tras dejar en el camino a equipos de la talla de Atlético Mineiro y Fluminense,  cayendo por un global de 2-3 contra Corinthians, y al año siguiente, se coronó campeón de la Serie B 2004, siendo desde entonces y hasta el 2021 (año en que debuta en la Serie A el Cuiabá Esporte Clube, fundado el 2001) el equipo más joven de Brasil en llegar a la máxima categoría del fútbol brasileño.

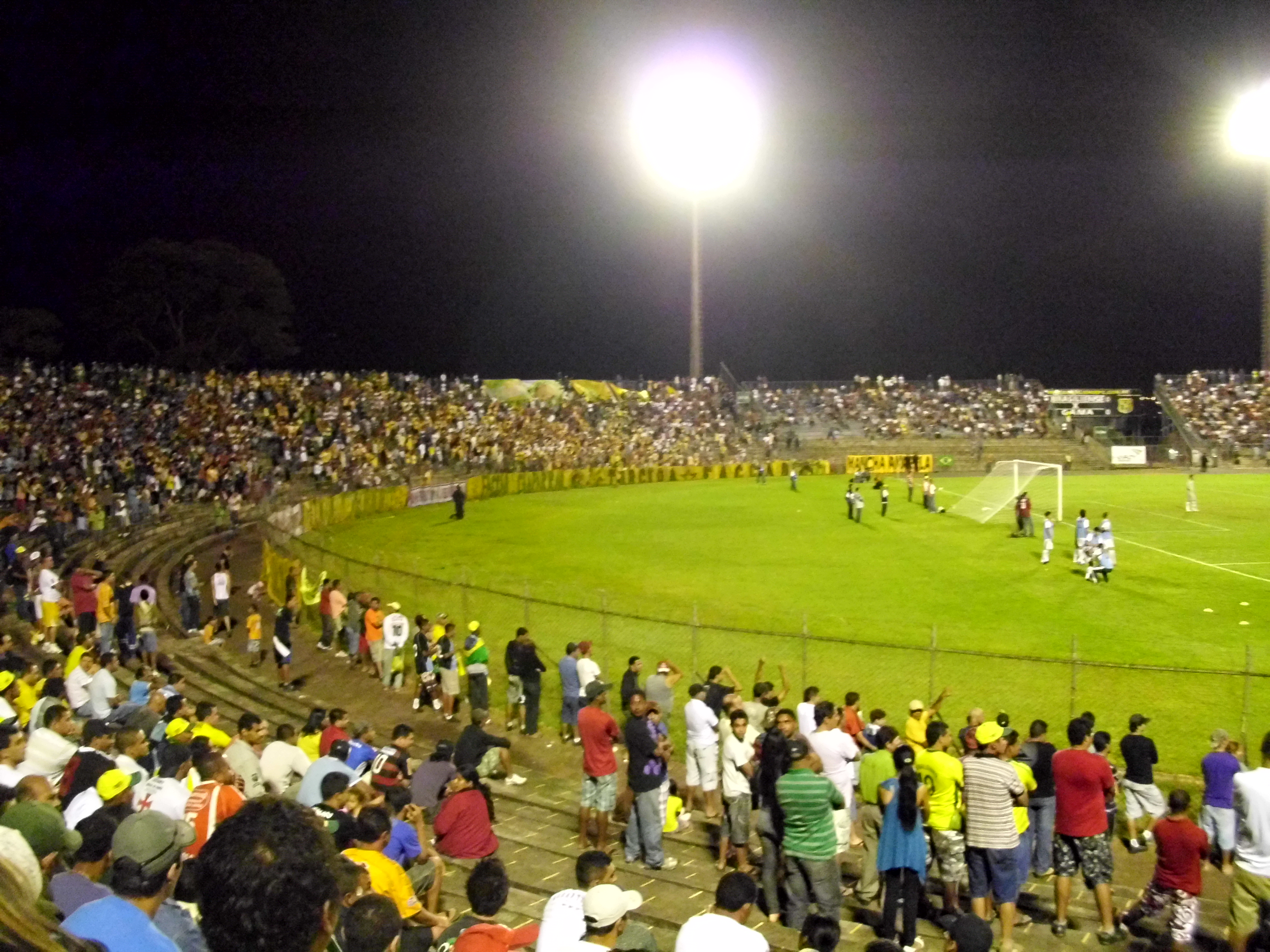
Hinchada del Brasiliense en su estadio Boca do Jacaré, Taguatinga-DF

## Uniforme
- Uniforme titular: Camiseta, pantalón y medias amarillas.
- Uniforme alternativo: Camiseta, pantalón y medias blancas.

## Entrenadores
- Givanildo de Oliveira (?-octubre de 2007)[4]
- Luis Carlos Ferreira (octubre de 2007-?)[4]
- Roberval Davino (?-julio de 2009)[5]
- Heriberto da Cunha (julio de 2009-?)[5]
- Mauro Fernandes (?-febrero de 2010)[6]
- Roberto Fernandes (febrero de 2010-?)[6]
- Ivo Wortmann (?-agosto de 2010)[7]
- Roberval Davino (agosto de 2010-?)[7]
- Reinaldo Gueldini (diciembre de 2010-?)[8]
- Márcio Fernandes (?-junio de 2013)[9]
- Rafael Toledo (?-febrero de 2018)[10]
- Aílton Ferraz (febrero de 2018-julio de 2018)[10][11]
- Adelson de Almeida (noviembre de 2018-abril de 2019)[12][13]
- Ricardo Antônio (abril de 2019-agosto de 2019)[14][15]
- Mauro Fernandes (septiembre de 2019-febrero de 2020)[16][17]
- Márcio Fernandes (febrero de 2020-agosto de 2020)[18][19]
- Edson Souza (septiembre de 2020-diciembre de 2020)[20][21]
- Vilson Tadei (diciembre de 2020-agosto de 2021)[22][23]
- Luan Carlos (agosto de 2021-noviembre de 2021)[24][25]
- Luan Carlos (septiembre de 2022-presente)[1]

## Palmarés

### Torneos Nacionales
- Campeonato Brasileño de Serie B (1): 2004
- Campeonato Brasileño de Serie C (1): 2002
- Subcampeón de la Copa de Brasil (1): 2002

### Torneos Estaduales
- Campeonato Brasiliense (11): 2004, 2005, 2006, 2007, 2008, 2009, 2011, 2013, 2017, 2021, 2022.

### Torneos regionales
- Copa Verde (1): 2020.